# Ningbo Open
Ningbo Open este un turneu de tenis care se desfășoară în Ningbo, China. Evenimentul se joacă în prezent ca un turneu WTA 250, iar anterior a făcut parte din seria WTA 125 și din ATP Challenger Tour. Se joacă pe terenuri dure în aer liber. Evenimentul masculin s-a încheiat în 2012, dar a fost reluat în 2015. Evenimentul s-a numit anterior Ningbo Challenger.

## Rezultate

### Simplu feminin
| An          | Campioană           | Finalistă            | Scor               |
| ----------- | ------------------- | -------------------- | ------------------ |
| 2010        | Alberta Brianti     | Magdaléna Rybáriková | 6–4, 6–4           |
| 2011        | Anastasiya Yakimova | Erika Sema           | 7–6(7–3), 6–3      |
| 2012        | Hsieh Su-wei        | Zhang Shuai          | 6–2, 6–2           |
| ↓ WTA 125 ↓ |                     |                      |                    |
| 2013        | Bojana Jovanovski   | Zhang Shuai          | 6–7(7–9), 6–4, 6–1 |
| 2014        | Magda Linette       | Wang Qiang           | 3–6, 7–5, 6–1      |
| ↓ WTA 250 ↓ |                     |                      |                    |
| 2023        | Ons Jabeur          | Diana Shnaider       | 6–2, 6–1           |
| 2024        | Daria Kasatkina     | Mirra Andreeva       | 6–0, 4–6, 6–4      |

### Dublu feminin
| An          | Campioane                        | Finaliste                            | Scor                  |
| ----------- | -------------------------------- | ------------------------------------ | --------------------- |
| 2010        | Chan Chin-wei Chen Yi            | Jill Craybas Olga Savchuk            | 6–3, 3–6, [10–8]      |
| 2011        | Tetiana Luzhanska Zheng Saisai   | Chan Chin-wei Han Xinyun             | 6–4, 5–7, [10–4]      |
| 2012        | Shuko Aoyama Chang Kai-chen      | Tetiana Luzhanska Zheng Saisai       | 6–2, 7–5              |
| ↓ WTA 125 ↓ |                                  |                                      |                       |
| 2013        | Chan Yung-jan Zhang Shuai        | Irina Buryachok Oksana Kalashnikova  | 6–2, 6–1              |
| 2014        | Arina Rodionova Olga Savchuk     | Han Xinyun Zhang Kailin              | 4–6, 7–6(7–2), [10–6] |
| ↓ WTA 250 ↓ |                                  |                                      |                       |
| 2023        | Laura Siegemund · Vera Zvonareva | Guo Hanyu Jiang Xinyu                | 4–6, 6–3, [10–5]      |
| 2024        | Demi Schuurs Yuan Yue            | Nicole Melichar-Martinez Ellen Perez | 6–3, 6–3              |